# Іран на літніх Олімпійських іграх 1972
Іран на літніх Олімпійських іграх 1972 року, які проходили в Мюнхені, був представлений 50 спортсменами (усі чоловіки) у 7 видах спорту: легка атлетика, бокс, важка атлетика, велоспорт, фехтування, футбол та боротьба. Прапороносцем на церемонії відкриття був борець Абдулла Мовагед.
Іран всьоме взяв участь у літніх Олімпійських іграх. Іранські спортсмени здобули 3 медалі: 2 срібні та одну бронзову. В неофіційному заліку збірна Ірану зайняла 28-е загальнокомандне місце.

## Учасники
За видом спорту та статтю
| Вид спорту     | Чоловіки | Жінки | Разом |
| -------------- | -------- | ----- | ----- |
| Легка атлетика | 3        | 0     | 3     |
| Бокс           | 5        | 0     | 5     |
| Велоспорт      | 4        | 0     | 4     |
| Фехтування     | 2        | 0     | 2     |
| Футбол         | 19       | 0     | 19    |
| Важка атлетика | 3        | 0     | 3     |
| Боротьба       | 14       | 0     | 14    |
| Разом          | 50       | 0     | 50    |

## Медалісти
| Медаль | Спортсмен       | Вид спорту     | Дисципліна                       |
| ------ | --------------- | -------------- | -------------------------------- |
| Срібло | Мохаммад Насірі | Важка атлетика | до 56 кг                         |
| Срібло | Рахім Аліабаді  | Боротьба       | греко-римська боротьба, до 48 кг |
| Бронза | Ібрагім Джаваді | Боротьба       | вільна боротьба, до 48 кг        |

## Бокс
| Спортсмен              | Категорія  | 1/32 фіналу                       | 1/16 фіналу                | 1/8 фіналу                 | Чвертьфінал | Півфінал   | Фінал      | Місце |
| ---------------------- | ---------- | --------------------------------- | -------------------------- | -------------------------- | ----------- | ---------- | ---------- | ----- |
| Сеїд Баширі            | до 54 кг   |                                   | Ванг Чі-Єн (TPE) L 2–3     | не пройшов                 | не пройшов  | не пройшов | не пройшов | 17    |
| Джаббар Фелі           | до 57 кг   |                                   | Філіп Варуїнге (KEN) L 1–4 | не пройшов                 | не пройшов  | не пройшов | не пройшов | 17    |
| Гуссейн Егмаз          | до 60 кг   | Абдельгаді Халлафалла (EGY) W RSC | Іван Михайлов (BUL) L 2–3  | не пройшов                 | не пройшов  | не пройшов | не пройшов | 17    |
| Носрат Вакіль Монфаред | до 63,5 кг |                                   | Джим Монтаг'ю (IRL) L RSC  | не пройшов                 | не пройшов  | не пройшов | не пройшов | 17    |
| Вартекс Парсаніан      | до 67 кг   |                                   | Мбарака Мканга (TAN) W 5–0 | Річард Мурунга (KEN) L RSC | не пройшов  | не пройшов | не пройшов | 9     |

## Боротьба
Вільна боротьба
| Спортсмен              | Дисципліна   | Раунд 1                           | Раунд 2                               | Раунд 3                                | Раунд 4                              | Раунд 5                         | Раунд 6                           | Фінал                            | Місце |
| ---------------------- | ------------ | --------------------------------- | ------------------------------------- | -------------------------------------- | ------------------------------------ | ------------------------------- | --------------------------------- | -------------------------------- | ----- |
| Ібрагім Джаваді        | до 48 кг     | Серхіо Гонсалес (USA) D за очками | Базаррагчаагийн Джамсран (MGL) W туше | Сефер Байгін (TUR) W перевага          | Умеда Масагіко (JPN) W за очками     |                                 |                                   | Роман Дмитрієв (URS) W за очками | 3     |
| Ібрагім Джаваді        | до 48 кг     | Серхіо Гонсалес (USA) D за очками | Базаррагчаагийн Джамсран (MGL) W туше | Сефер Байгін (TUR) W перевага          | Умеда Масагіко (JPN) W за очками     | Огнян Николов (BUL) L за очками |                                   |                                  | 3     |
| Мохаммад Горбані       | до 52 кг     | Като Кійомі (JPN) L туше          | Did not appear                        | не пройшов                             | не пройшов                           | не пройшов                      | не пройшов                        | не пройшов                       | 24    |
| Рамезан Хедер          | до 57 кг     | Горст Маєр (GDR) W за очками      | Хуан Веларде (PER) W туше             | Амрік Сінгх Гілл (GBR) W туше          | Мегдійн Хойлогордж (MGL) W за очками | Ласло Клінга (HUN) L за очками  | Янагіда Гідеакі (JPN) L за очками | не пройшов                       | 7     |
| Шамседдін Сеєд-Аббасі  | до 62 кг     | Станіслав Тюма (TCH) W перевага   | Хосе Рамос (CUB) W за очками          | Панагіотіс Кутсупакіс (GRE) W перевага | Теодул Туло (FRA) W перевага         | Абе Кійосі (JPN) L за очками    | Did not appear                    | не пройшов                       | 5     |
| Абдулла Мовахед        | до 68 кг     | Сегундо Ольмедо (PAN) W перевага  | Did not appear                        | не пройшов                             | не пройшов                           | не пройшов                      |                                   | не пройшов                       | 25    |
| Мансур Барзегар        | до 74 кг     | Bye                               | Йосіда Тосітада (JPN) W перевага      | Міклош Урбанович (HUN) D за очками     | Юрій Гусов (URS) W туше              | Адольф Зегер (FRG) L туше       | не пройшов                        | не пройшов                       | 5     |
| Алі Гаджілу            | до 82 кг     | Сасакі Тацуо (JPN) D за очками    | Девід Аспін (NZL) W за очками         | Васіле Йорга (ROU) L туше              | не пройшов                           | не пройшов                      | не пройшов                        |                                  | 13    |
| Реза Хоррамі           | до 90 кг     | Етьєн Мартінетті (SUI) W туше     | Камада Макото (JPN) W за очками       | Ернст Кноль (FRG) W за очками          | Бен Петерсон (USA) L за очками       | Карой Байко (HUN) D за очками   | не пройшов                        |                                  | 5     |
| Абульфазль Анварі      | до 100 кг    | Карел Енгел (TCH) W за очками     | Роберт Н'Діає (SEN) W туше            | Хорлоогійн Баянмунх (MGL) L туше       | Іван Яригін (URS) L туше             | не пройшов                      |                                   | не пройшов                       | 7     |
| Муслем Ескандар-Філабі | понад 100 кг | Мігель Замбрано (PER) W перевага  | Кріс Тейлор (USA) L за очками         | Станіслав Маковецький (POL) W туше     | Петер Гермер (GDR) W за очками       | Олександр Медведь (URS) L туше  |                                   | не пройшов                       | 4     |

Греко-римська боротьба
| Спортсмен         | Дисципліна                  | Раунд 1                          | Раунд 2                          | Раунд 3                       | Раунд 4                         | Раунд 5                         | Раунд 6    | Фінал                            | Місце |
| ----------------- | --------------------------- | -------------------------------- | -------------------------------- | ----------------------------- | ------------------------------- | ------------------------------- | ---------- | -------------------------------- | ----- |
| Рахім Аліабаді    | до 48 кг                    | Гізір Сарі (TUR) W туше          | Габіб Длімі (TUN) W туше         | Гюнтер Маас (FRG) W за очками | Ішіда Казугару (JPN) L перевага | Раймл Гірвонен (FIN) W перевага |            | Георге Берчану (ROU) L за очками | 2     |
| Рахім Аліабаді    | Стефан Ангелов (BUL) W туше | Гізір Сарі (TUR) W туше          | Габіб Длімі (TUN) W туше         | Гюнтер Маас (FRG) W за очками | Ішіда Казугару (JPN) L перевага | Раймл Гірвонен (FIN) W перевага |            |                                  | 2     |
| Мехді Гур'яр      | до 52 кг                    | Петар Киров (BUL) L туше         | Мирослав Земан (TCH) L за очками | не пройшов                    | не пройшов                      | не пройшов                      |            | не пройшов                       | 15    |
| Фіруз Алізаде     | до 57 кг                    | Ямамото Ікуей (JPN) L туше       | Did not appear                   | не пройшов                    | не пройшов                      | не пройшов                      | не пройшов | не пройшов                       | 28    |
| Мохаммад Даліріан | до 68 кг                    | Сотіріос Накос (GRE) W за очками | Стоян Апостолов (BUL) L туше     | Андей Супрон (POL) L туше     | не пройшов                      | не пройшов                      | не пройшов |                                  | 15    |

## Важка атлетика
| Спортсмен            | Дисципліна | Вивага | Ривок | Поштовх | Разом | Місце |
| -------------------- | ---------- | ------ | ----- | ------- | ----- | ----- |
| Мохаммад Реза Насегі | до 52 кг   | 95.0   | 90.0  | 120.0   | 305.0 | DOP   |
| Мохаммад Насірі      | до 56 кг   | 127.5  | 100.0 | 142.5   | 370.0 | 2     |
| Насрулла Денаві      | до 67,5 кг | 150.0  | 125.0 | 160.0   | 435.0 | 5     |

## Велоспорт
Шосейні перегони
| Спортсмен                                                              | Дисципліна                       | Час       | Місце |
| ---------------------------------------------------------------------- | -------------------------------- | --------- | ----- |
| Хосро Гахгоша Мохаммад Тахі Ходаванд Голам Гуссейн Коугі Бегруз Рагбар | командна шосейна гонка, чоловіки | 2:34:30.7 | 32    |

Трекові перегони
| Спортсмен           | Дисципліна       | Попередній раунд                                     | Раунд 2    | 1/8 фіналу | Чвертьфінал | Півфінал   | Фінал      | ісце |
| ------------------- | ---------------- | ---------------------------------------------------- | ---------- | ---------- | ----------- | ---------- | ---------- | ---- |
| Голам Гуссейн Коугі | спринт, чоловіки | Карл Кетер (FRG) Педер Педерсен (DEN) L 11.30, DNS   | не пройшов | не пройшов | не пройшов  | не пройшов | не пройшов | —    |
| Бегруз Рагбар       | спринт, чоловіки | Ганс-Юрген Гешке (GDR) Хайро Діас (COL) L 11.52, DNS | не пройшов | не пройшов | не пройшов  | не пройшов | не пройшов | —    |

| Спортсмен                                                              | Дисципліна                                   | Гіти    | Гіти  | Чвертьфінал | Півфінал   | Фінал      | Місце |
| Спортсмен                                                              | Дисципліна                                   | Час     | Місце | Чвертьфінал | Півфінал   | Фінал      | Місце |
| ---------------------------------------------------------------------- | -------------------------------------------- | ------- | ----- | ----------- | ---------- | ---------- | ----- |
| Бегруз Рагбар                                                          | гіт з місця, 1 км, чоловіки                  |         |       |             |            | 1:15.39    | 28    |
| Хосро Гахгоша                                                          | індивідуальна гонка переслідування, чоловіки | 5:22.98 | 25    | не пройшов  | не пройшов | не пройшов | 25    |
| Хосро Гахгоша Мохаммад Тахі Ходаванд Голам Гуссейн Коугі Бегруз Рагбар | командна гонка переслідування, чоловіки      | 5:10.80 | 22    | не пройшли  | не пройшли | не пройшли | 22    |

## Легка атлетика
Трекові та шосейні дисципліни
| Спортсмен     | Дисципліна      | Раунд 1 | Раунд 1 | Раунд 1 | Раунд 2    | Раунд 2    | Раунд 2    | Півфінал   | Півфінал   | Півфінал   | Фінал      | Фінал      | Місце |
| Спортсмен     | Дисципліна      | Гіт     | Час     | Місце   | Гіт        | Час        | Місце      | Гіт        | Час        | Місце      | Час        | Місце      | Місце |
| ------------- | --------------- | ------- | ------- | ------- | ---------- | ---------- | ---------- | ---------- | ---------- | ---------- | ---------- | ---------- | ----- |
| Фархад Наваб  | 100 м, чоловіки | 4       | 11.02   | 6       | не пройшов | не пройшов | не пройшов | не пройшов | не пройшов | не пройшов | не пройшов | не пройшов | 75    |
| Реза Ентезарі | 400 м, чоловіки | 8       | 47.89   | 4 Q     | 2          | 48.69      | 8          | не пройшов | не пройшов | не пройшов | не пройшов | не пройшов | 39    |
| Реза Ентезарі | 800 м, чоловіки | 1       | 1:50.5  | 5       | не пройшов | не пройшов | не пройшов | Н/Д        | Н/Д        | Н/Д        | не пройшов | не пройшов | 38    |

Польові дисципліни
| Спортсмен    | Дисципліна                 | Кваліфікація | Кваліфікація | Фінал      | Фінал      |
| Спортсмен    | Дисципліна                 | Результат    | Місце        | Результат  | Місце      |
| ------------ | -------------------------- | ------------ | ------------ | ---------- | ---------- |
| Теймур Гіасі | стрибки у висоту, чоловіки | 2.12         | 25           | не пройшов | не пройшов |

## Фехтування
| Спортсмен         | Дисципліна                     | Попередній раунд              | Попередній раунд | 1/8 фіналу | 1/8 фіналу | Чвертьфінал | Чвертьфінал | Півфінал   | Півфінал   | Фінал      | Місце |
| Спортсмен         | Дисципліна                     | Пули                          | Місце            | Пули       | Місце      | Пули        | Місце       | Пули       | Місце      | Фінал      | Місце |
| ----------------- | ------------------------------ | ----------------------------- | ---------------- | ---------- | ---------- | ----------- | ----------- | ---------- | ---------- | ---------- | ----- |
| Піруз Адаміат     | Індивідуальна шпага, чоловіки  | Ральф Джонсон (GBR) L 4–5     | Pool L 6         | не пройшов | не пройшов | не пройшов  | не пройшов  | не пройшов | не пройшов | не пройшов | 59    |
| Піруз Адаміат     | Індивідуальна шпага, чоловіки  | Ганс-Петер Шульце (GDR) L 2–5 | Pool L 6         | не пройшов | не пройшов | не пройшов  | не пройшов  | не пройшов | не пройшов | не пройшов | 59    |
| Піруз Адаміат     | Індивідуальна шпага, чоловіки  | Чаба Феньвеші (HUN) W 5–2     | Pool L 6         | не пройшов | не пройшов | не пройшов  | не пройшов  | не пройшов | не пройшов | не пройшов | 59    |
| Піруз Адаміат     | Індивідуальна шпага, чоловіки  | Хорхе Кастіллехос (MEX) L 2–5 | Pool L 6         | не пройшов | не пройшов | не пройшов  | не пройшов  | не пройшов | не пройшов | не пройшов | 59    |
| Піруз Адаміат     | Індивідуальна шпага, чоловіки  | Карл фон Ессен (SWE) L 3–5    | Pool L 6         | не пройшов | не пройшов | не пройшов  | не пройшов  | не пройшов | не пройшов | не пройшов | 59    |
| Алі Асгар Пашапур | Індивідуальна шпага, чоловіки  | Рудольф Трост (AUT) L 3–5     | Pool E 5         | не пройшов | не пройшов | не пройшов  | не пройшов  | не пройшов | не пройшов | не пройшов | 60    |
| Алі Асгар Пашапур | Індивідуальна шпага, чоловіки  | Бернд Уліг (GDR) L 3–5        | Pool E 5         | не пройшов | не пройшов | не пройшов  | не пройшов  | не пройшов | не пройшов | не пройшов | 60    |
| Алі Асгар Пашапур | Індивідуальна шпага, чоловіки  | Ремо Манеллі (LUX) L 2–5      | Pool E 5         | не пройшов | не пройшов | не пройшов  | не пройшов  | не пройшов | не пройшов | не пройшов | 60    |
| Алі Асгар Пашапур | Індивідуальна шпага, чоловіки  | Сергій Парамонов (URS) L 3–5  | Pool E 5         | не пройшов | не пройшов | не пройшов  | не пройшов  | не пройшов | не пройшов | не пройшов | 60    |
| Алі Асгар Пашапур | Індивідуальна шпага, чоловіки  | Джордж Мейсін (USA) W 5–3     | Pool E 5         | не пройшов | не пройшов | не пройшов  | не пройшов  | не пройшов | не пройшов | не пройшов | 60    |
| Алі Асгар Пашапур | Індивідуальна рапіра, чоловіки | Фрідріх Вессель (FRG) L 1–5   | Pool A 5         | не пройшов | не пройшов | не пройшов  | не пройшов  | не пройшов | не пройшов | не пройшов | 48    |
| Алі Асгар Пашапур | Індивідуальна рапіра, чоловіки | Чань Вань Гей (HKG) W 5–3     | Pool A 5         | не пройшов | не пройшов | не пройшов  | не пройшов  | не пройшов | не пройшов | не пройшов | 48    |
| Алі Асгар Пашапур | Індивідуальна рапіра, чоловіки | Єньо Камуті (HUN) L 2–5       | Pool A 5         | не пройшов | не пройшов | не пройшов  | не пройшов  | не пройшов | не пройшов | не пройшов | 48    |
| Алі Асгар Пашапур | Індивідуальна рапіра, чоловіки | Карлос Кальдерон (MEX) L 2–5  | Pool A 5         | не пройшов | не пройшов | не пройшов  | не пройшов  | не пройшов | не пройшов | не пройшов | 48    |
| Алі Асгар Пашапур | Індивідуальна рапіра, чоловіки | Василь Станкович (URS) L 1–5  | Pool A 5         | не пройшов | не пройшов | не пройшов  | не пройшов  | не пройшов | не пройшов | не пройшов | 48    |

## Футбол
| Склад команди | Груповий раунд   | Груповий раунд | Чвертьфінал | Півфінал   | Фінал      | Місце |
| Склад команди | Група A          | Місце          | Чвертьфінал | Півфінал   | Фінал      | Місце |
| --- | ---------------- | -------------- | ----------- | ---------- | ---------- | ----- |
| Реза Гофлсаз (резерв) Ібрагім Аштіані Джафар Кашані Маджид Галвеї Акбар Каргарджам Парвіз Гелічхані Алі Парвін Алі Джаббарі Мохаммад Садегі Сафар Іранпак Асгар Шарафі Голам Вафаха Джавад Гораб Махмуд Хордбін Мехді Лавасані Аліреза Азізі Джавад Аллаверді (резерв) Мехді Монаджаті Мансур Рашиді Тренер: Мохаммад Ранджбар | Угорщина · L 0–5 | 3              | не пройшли  | не пройшли | не пройшли | 9     |
| Реза Гофлсаз (резерв) Ібрагім Аштіані Джафар Кашані Маджид Галвеї Акбар Каргарджам Парвіз Гелічхані Алі Парвін Алі Джаббарі Мохаммад Садегі Сафар Іранпак Асгар Шарафі Голам Вафаха Джавад Гораб Махмуд Хордбін Мехді Лавасані Аліреза Азізі Джавад Аллаверді (резерв) Мехді Монаджаті Мансур Рашиді Тренер: Мохаммад Ранджбар | Данія · L 0–4    | 3              | не пройшли  | не пройшли | не пройшли | 9     |
| Реза Гофлсаз (резерв) Ібрагім Аштіані Джафар Кашані Маджид Галвеї Акбар Каргарджам Парвіз Гелічхані Алі Парвін Алі Джаббарі Мохаммад Садегі Сафар Іранпак Асгар Шарафі Голам Вафаха Джавад Гораб Махмуд Хордбін Мехді Лавасані Аліреза Азізі Джавад Аллаверді (резерв) Мехді Монаджаті Мансур Рашиді Тренер: Мохаммад Ранджбар | Бразилія · W 1–0 | 3              | не пройшли  | не пройшли | не пройшли | 9     |